# Calloserica capillata
Calloserica capillata är en skalbaggsart som beskrevs av Ahrens 2005. Calloserica capillata ingår i släktet Calloserica och familjen Melolonthidae. Inga underarter finns listade.